# Beaulieu (Orne)
Beaulieu è un comune francese di 222 abitanti situato nel dipartimento dell'Orne nella regione della Normandia.

## Società

### Evoluzione demografica
Abitanti censiti